# Freddi Stevens-Jacobi
Freddi Stevens-Jacobi ist eine US-amerikanische Fotografin, Filmproduzentin und Dokumentarfilmerin, die 1982 für einen Oscar nominiert war.

## Biografie
Freddi Stevens-Jacobi erhielt ihre erste Kamera im Alter von 14 Jahren als Preis. Von da ab war sie vom Handwerk der Fotografie fasziniert und konzentrierte sich auf Standbilder, die visuelle Geschichten von Menschen und deren Umgebung erzählen. Als sie ihrem Arsenal an Kameras über ein Jahrzehnt später eine 8-Millimeter-Kamera hinzufügte, kamen plötzlich Bewegung und Geräusche zu ihrem Blick auf die Welt hinzu. Stevens-Jacobi, die als Englischlehrerin an einer High School arbeitete, wusste auch zu dieser Zeit schon, dass sie eigentlich künstlerisch tätig sein möchte. Als sie die Möglichkeit hatte, für ihre Schüler einen Filmstudiengang einzurichten, war das ein erster Schritt in die Richtung, die ihr vorschwebte. Die Schüler der Oberstufe an der North Central High School in Indianapolis lernten in diesem Fach, Filme zu analysieren, zu kritisieren und zu erstellen. Für Stevens-Jacobi bedeutete das, ihre Liebe zum Dokumentarfilm und zur Fotografie innerhalb und außerhalb des Klassenzimmers zu vereinen.
1981 produzierte Stevens-Jacobi gemeinsam mit Linda Chapman und Pam LeBlanc den für einen Oscar nominierten Dokumentar-Kurzfilm See What I Say, der die Notwendigkeit der Verdolmetschung der amerikanischen Gebärdensprache bei öffentlichen Veranstaltungen hervorhob. Der Oscar ging jedoch an Nigel Noble und seinen Film Close Harmony, in dem es um das Zusammenspiel von sehr jungen und sehr viel älteren Menschen geht, die gemeinsam ein Konzert geben.
Waiting Tables, ein späterer Dokumentarfilm von 1992, beleuchtete die Herausforderungen von Servern und wurde landesweit von PBS als Sondersendung zum Labor Day ausgestrahlt. Ein weiterer Film von 1992, an dem Stevens-Jacobi mitwirkte, war das Action-Drama Grey Matters, in dem ein junger Mann, der seit der Zerstörung einer Hütte unter Vietnam-Flashbacks leidet, entdeckt, dass einer der Männer seines Zuges versucht, ihn zu töten. Ein weiterer Film, an dem sie mitwirkte, war der im darauffolgenden Jahr veröffentlichte Film The Wrath of Talker, in dem es Billy Talker missfällt, dass es Schüler gibt, die gern zur Schule gehen und schon vor der Zeit da sind. Er sorgt dafür, dass bis zur ersten Pause kein Schüler mehr da ist.
Steven-Jacobis Fotografien wurden in jurierten Ausstellungen gezeigt und in Indianapolis, Michigan und Virginia ausgestellt. Fotoausstellungen über die letzten zwei Jahrzehnte zeigen zudem Steven-Jacobis Experimentieren mit verschiedenen Themen. Zu den Ausstellungen gehören „Chasing Beauty“ im Süden Italiens, Fensterdekorationen und „Gärten: Ein gemütlicher Spaziergang“. In der landesweit gefeierten Fotoausstellung „En Los Campos: In the Fields“ in einem Kindermuseum von Indianapolis wurde die mühsame Arbeit jugendlicher Landarbeiter mit Migrationshintergrund dokumentiert. 2014 dokumentierte Stevens-Jacobi die Renovierung einer Scheune aus den 1890er-Jahren. Nachdem sie erkannt hatte, dass Fotos die Geschichte nicht ausreichend erzählen würden, erstellte sie unter eigener Regie den 23-minütigen, preisgekrönten Film Resurrection of a Barn auf Video. Der Film gewährt einen intimen Einblick in das Leben und die Entscheidungen derer, die dieses wichtige Stück Geschichte gerettet haben. Die Rettung von Geschichtsträchtigem zeigt sich auch in Steven-Jacobis Filmprojekt, das sie 2017 gemeinsam mit Lynn Sygiel für WFYI produzierte. When Kids Wrote the Headlines untersucht die 24-jährige Geschichte einer Jugendmedienorganisation. In dem dreißigminütigen Film erzählen junge Menschen, wie sie gelernt haben, ernste Themen in ihrer Gemeinde und auf der gesamten Welt anzugehen. Man erfährt auch, wie tiefgreifende Erfahrungen ihr Leben verändert haben. Der Film wurde 2018 im Kurzfilm-Wettbewerb des Heartland Film Festivals vorgestellt und anschließend zum Indiana Spotlight-Gewinner gekürt. Der Film wurde später auch auf dem Heartland International Film Festival gezeigt und erhielt einen Emmy Award der Lower Great Lakes Region.
Da Stevens-Jacobi gern mit anderen zusammenarbeitet hat sie sich mit Lynn Sygiel und Bryan Boyd zusammengetan, um im Rahmen einer Berichterstattung mehrere Videos für die jährliche Gala und die Website einer gemeinnützigen Organisation zu produzieren. Darüber hinaus stellen die drei in einer Dokumentation die Arbeit des lokalen Unternehmers Michael Guggenheim vor, der invasive Pflanzenarten entfernt und sie in elegante Hinterhofkunstwerke verwandelt. Verheiratet ist sie mit Bob Jacobi, das Paar hat drei Kinder. Sohn Nicolas starb 2020.

## Filmografie (Auswahl)
- 1981: See What I Say (Co-Produzentin, Regie)
- 1986: Waiting Tables (Video; Co-Produzent, Regie)
- 1992: Grey Matters (Produzentin)
- 1992: The Slammie Bros. vs. Godzilla and Gamera (Produzentin)
- 1993: Dream of the Wild Baby (Produzentin)
- 1993: Garçon de petrol (Produzentin)
- 1993: Giant Space Slugs (Produzentin)
- 1993: Meanderin’ (Kurzfilm; Produzentin)
- 1993: The Wrath of Talker (Ausführende Produzentin)
- 1995: The Runaway (Produzentin)
- 2006: Perambulating Paris
- 2014: Resurrection of a Barn (Kurzfilm; Drehbuch, Regie)
- 2018: When Kids Wrote the Headlines

## Auszeichnungen
- Academy Awards 1982: Nominiert für einen Oscar mit und für den Film See What I Say in der Kategorie „Bester Dokumentar-Kurzfilm“; des Weiteren Blue Ribbon-Nominierung beim American Film Festival 1981; Cine Golden Eagle 1981, Flaherty Film Seminar 1982 und Women in the Director’s Chair Film Festival, 1986
- Cine Golden Eagle 1986, Blue Ribbon, American Film Festival 1987, Erster Platz, Great Lakes Film/Video Festival, Bronze Apple, National Educational Film Festival 1987 für und mit Waiting Tables
- Louisville International Film Festival 2014, Trail Dance Film Festival 2015, Short Sweet Film Festival 2015, Indy Film Fest 2015 mit Resurrection of a Barn
- Indy Shorts International Film Festival und Heartland International Film Festival 2018: Gewinner des Emmy Award, Lower Great Lakes Region für und mit When Kids Wrote the Headlines

## Fotopreise (Auswahl)
- 2009: Indianapolis Art Center Best in Photography: Worker in Guggenheim
- 2009: University of Indianapolis, Midwest, Photography Show, Honorable Mention: Morning Dreams
- 2012: Assistance League, National Conference, Gewinner Assistance League Bookmark Photo
- 2012: Indianapolis Art Center Best of Show: Labor Pool
- 2016: Award of Excellence, Richmond Art Museum: Family in old Havana